# Silis transversa
Silis transversa is een keversoort uit de familie soldaatjes (Cantharidae). De wetenschappelijke naam van de soort werd in 1822 gepubliceerd door Eschsch.